# Aeroporto di Roma Fiumicino
Luchthaven Rome Fiumicino (Italiaans: Aeroporto di Roma Fiumicino) (IATA: FCO, ICAO: LIRF) ook bekend als Luchthaven Rome Leonardo da Vinci is het grootste internationale vliegveld van Rome en van Italië. Het vliegveld ligt bij de plaats Fiumicino, 34 kilometer van Rome.
Het werd tussen 1956 en 1961 geheel geopend. Voor 1961 was Ciampino het grootste vliegveld van Rome. Er is een treinverbinding met het centrum van Rome de "Leonardo express" die in een half uur, maar wel tegen een hoger tarief, twee keer per uur zonder te stoppen naar Station Roma Termini rijdt. Daarnaast zijn er stoptreinen met een goedkoper tarief naar andere stations in Rome en verder. De luchthaven verwerkt de meeste intercontinentale vluchten van de Romeinse luchthavens, waar de meeste prijsvechters op Ciampino vliegen.

## Beheerder
De luchthavenbeheerder is Aeroporti di Roma (ADR), een private onderneming. Van alle aandelen zijn 95,9% in handen van Edizione Holding, een investeringsmaatschappij van de familie Benetton. Het werd in juli 1997 naar de beurs gebracht en in 2000 waren alle aandelen in handen van de Italiaanse staat verkocht. Het is ook de beheerder van Ciampino vliegveld. 

## Activiteiten
In 2013 verwerkten de luchthavens van ADR in totaal 41 miljoen passagiers en zo’n 150.000 ton vracht. Fiumicino is veruit de grootste van de twee vliegvelden met ruim 36 miljoen passagiers in 2013.
- Library of Congress Control Number: n94040904
- Virtual International Authority File: 254778474